# جركس محمد باشا
الصدر الأعظم جركس محمد باشا، تولى منصب الصدارة العظمي (رئاسة الوزراء) بتاريخ 14 جمادى الآخرة عام 1033 هـ (1624م) في عهد السلطان مراد الرابع وذلك بعد إعدام سلفه الصدر الأعظم كمانكش قرة بناء على نتيجة سقوط مدينة بغداد بأيادي العجم.

## وفاته
توفي في 12 ربيع الأول عام 1034 هـ (1625م) وهو على رأس منصبه.